# Мавка
Ма́вка (укр. ма́вка, на́вка, лоскотуха, майка, нявка, нейка, лісова русалка; серб. нав, некрштенак; макед. свирац; болг. леусниче, шумница, еврейче; навяка, нава; словен. navje, mavje, movje, morje) — персонаж южнославянской демонологии, злой дух, русалка. По ряду признаков близка русалке, карпатской «лесной паночке» или горному женскому духу.
По народным поверьям, мавками становятся малолетние дети, умершие без крещения или задушенные матерями. Также мавкой может стать ребёнок, умерший на Русальной неделе. Реже встречаются поверья, что в мавок превращаются дети, проклятые родителями или похищенные нечистой силой.
По описаниям из  украинских народных сказок и мифов мавки представлены как красивые, молодые девушки, у которых отсутствует спина. 
Являются эпонимом для равнины Навки на Венере.

## Этимология
Слово мавка (навка) образовано от общеславянского *navь/*navьjь/*navьja/*navьe («навь»), означавшего «умерший», «злые духи, вилы».

## Народные представления

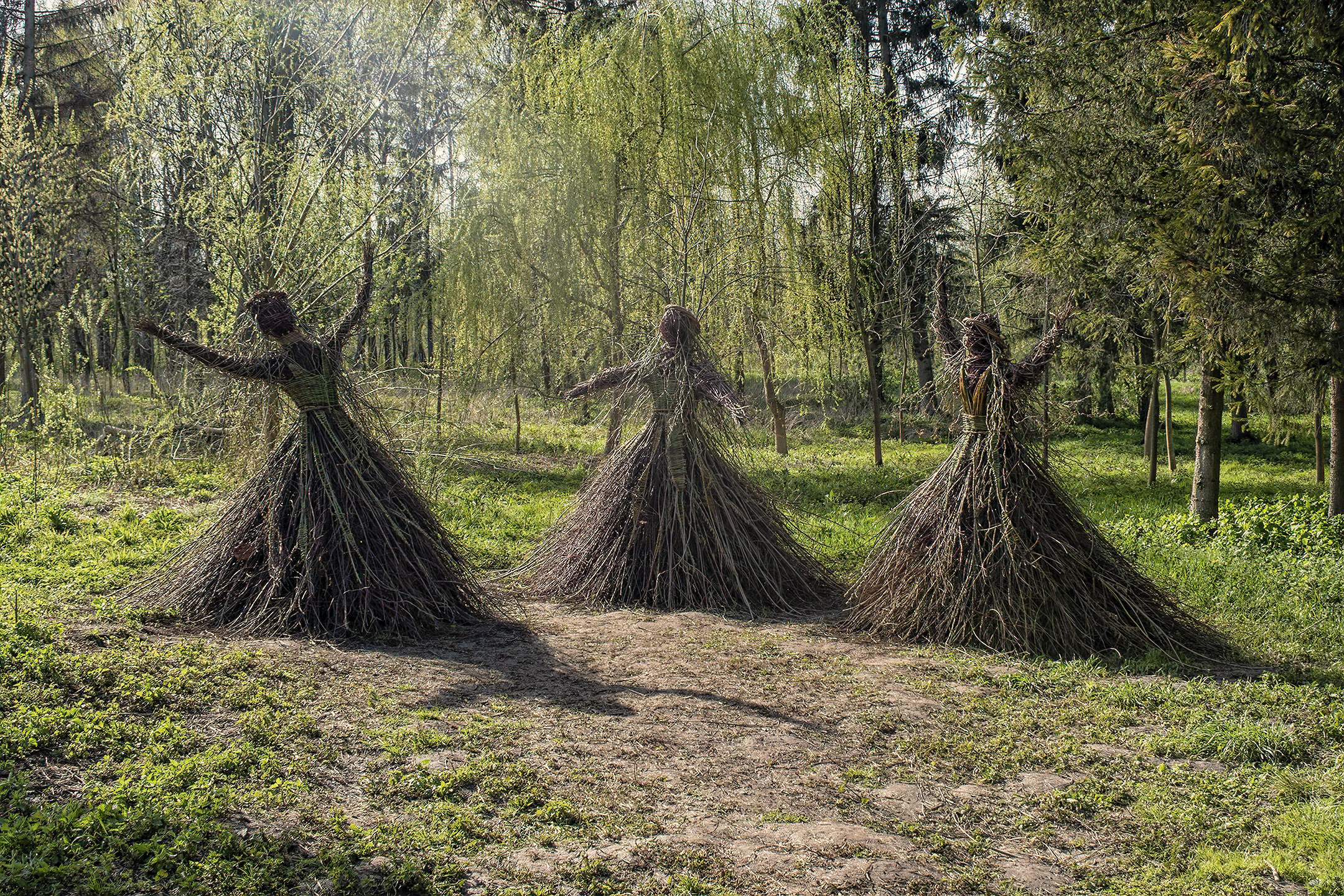
Экоскульптурная композиция «Пробуждение лесных мавок» в Луцке

По единичным украинским поверьям мавки появлялись на земле в то время, «когда земля покрывалась весенней зеленью».
В украинском языке название мавка является синонимом слова русалка. Украинцы называли четверг на русальной (зелёной) неделе, когда русалки празднуют свою Пасху, мавской или навской Пасхой (укр. мавський, нявський великдень), что подтверждает синонимичности понятий «мавка» и «русалка».
У южных славян также считается, что мавками становятся души умерших некрещёных детей. На западе Болгарии и востоке Сербии верили, что они появляются в облике птицы (в стае) и опасны для человека, особенно для роженицы и её ребёнка. Представление об умерших некрещёных детях, как о птицах, восходит к праславянскому представлению о том, что покойники навещают мир живых людей в образе птиц. В южной Сербии и в Македонии нави, наве, навои являются в облике женщин (самовил) — они появляются в вихре, и если вихрь налетит на роженицу, она сразу заболеет.